# Meyer Abraham Halevy
Meyer-Abraham Halévy sau Meyer Abramovici Halevy (în ebraică מאיר אברהם הלוי) (n. 21 martie (03 aprilie)1900, Piatra Neamț – d. 15 aprilie 1972, Paris) a fost un teolog iudaic român. Erudit în iudaism și în cultura universală, el s-a făcut cunoscut ca exeget al textelor religioase iudaice și ca istoric, mai ales al medicinei iudaice și al obștii evreiești din România. Monografiile sale asupra câtorva din comunitățile mozaice de pe teritoriul României au devenit clasice.

## Copilăria și anii de studii
Rabinul Dr. Meyer-Abraham Halévy s-a născut la 21 martie (3 aprilie, calendarul justinian) 1900 la Piatra Neamț într-o familie religioasă. Tatăl luisau a fost rabinul Abraham Iosub Hahamu, iar mama lui, Sima Dascălu, era descendenta unei familii de rabini. În afara studiilor liceale efectuate la Liceul „Petru Rareș" din orașul natal, Meyer-Abraham a devenit unul din cei mai eminenți elevi ai Ieșivei hasidice „Beit Israel” din Buhuși, unul din principalele focare ale învățământului iudaic hasidic și ale ortodoxiei evreiești din România care, după cerințele autorităților, a îmbinat studiul Talmudului cu predarea câtorva materii de cultură generală .
În anul 1916, în timpul Primului război mondial, Ieșiva din Buhuși a fost închisă de autorități. La doi ani după terminarea războiului, la vârsta de 20 de ani, Meyer Abraham a plecat în Franța în scopul continuării studiilor. A urmat studii la Școala rabinică din capitala Franței (numită și Seminarul israelit al Franței) și, în paralel, potrivit uzanțelor vremii și preocupărilor sale, la Sorbona. A mai studiat teologia la Școala Practică de Înalte Studii și arheologia la Școala de Arheologie a Muzeului Luvru. În anul 1925 a obținut autorizația de rabin din partea Seminarului israelit al Franței, precum și doctoratul în litere al Universității Sorbona despre Apocrifele biblice și Moise.
.

## Activitatea în cadrul cultului mozaic
Reîntors în România în 1926, a fost angajat ca rabin al sinagogilor "Lupu Schwarz" și "Reșit Daat" din Iași și s-a căsătorit cu Rebeca, fiica rabinului Efraim Landau din București. În continuare, în 1926 a slujit ca rabin al comunității sefarde din București apoi și la alte congregații religioase evreiești din capitala României: între 1926-1935 a oficiat la Sinagoga Mare, între 1935-1940 la Templul Unirea Sfântă, iar între anii grei ai fascismului și războiului (1940-1945), la Templul Coral din București. În aceeași perioadă a fost profesor la Colegiul pentru Studenți Evrei.
În anii dictaturii militare-fasciste a fost arestat în mai multe rânduri din cauza eforturilor sale de ajuta mai mulți deținuți politici.

## Activitatea ca om al condeiului și cercetător
Rabinul Halévy a participat la fondarea "Societății de studii iudaice", a "Institutului de istorie evreo-română". A fost fondatorul și directorul revistei-anuar "Sinai", una dintre cele mai docte reviste de iudaism din istoria evreimii europene, care a apărut la Iași (1926-1927) și la București (1936-1939). Halévy a publicat și "Buletinul bibliotecii muzeului și arhivei istorice a Templului Coral" (1936-1939).
În vremea regimului comunist, a cunoscut numeroase șicane. Între anii 1950-1963 a lucrat ca cercetător în domeniul studiilor orientale, clasice și numismatice la Academia Română, devenită atunci Academia R.P.R. De asemenea, între anii 1955-1963 a fost lector de istoria medicinii și a activat în cadrul Societății Române de Istoria Medicinii
.

## Drumul exilului
În 1963, cu multă greutate, contra plății unei răscumpărări și în urma intervenției a mai multor personalități, între care pastorul evanghelic german Martin Niemöller, i s-a permis lui Halévy să emigreze în Franța.
Odată ajuns acolo, a fost numit profesor de istoria evreilor la Seminarul israelit al Franței, unde studiase în tinerețe, și de asemenea a obținut postul de mare rabin la Centrul evreiesc Tournelles din Paris, unde a succedat rabinului David Feuerwerker. Aici se află a doua sinagogă ca mărime din Paris, iar serviciul divin era deja din anii 1960 ținut după tipicul sefard al evreilor din Africa de nord (nosah hasfaradim).  
Halevy a murit în 1972 la Villejuif, lângă Paris.
A fost înmormântat la Cimitirul Bagneux din Paris.

## Scrieri
După absolvirea studiilor universitare și rabinice, rabinul Halévy a publicat la Paris câteva prime cercetări:
- Comentariul la Levitic a rabinului Joseph Bekhor Schor, exeget francez din Evul Mediu'(Le Commentaire sur le Lévitique de R. Joseph Bekhor-Schor, exégète français du Moyen-Age") (1924)
- Catalogul manuscriselor și incunabulelor ale Școlii rabinice a Franței ("Catalogue des Manuscrits et Incunables de l'École Rabbinique de France"), 1924
- Legende evreiești apocrife despre viața lui Moise (Légendes juives apocryphes sur la vie de Moïse), 1925
- Moise în istorie și în legendă (Moïse dans l'histoire et dans la légende), 1927

În revista "Sinai", ca și în alte periodice, M.-A. Halévy a publicat un grup important de studii, printre care: "Communitățile Evreilor din Iași și București, vol.I", "Pietrele funerare din Iași", "Din arhiva iudaismului românesc", "Problema khazarilor" (1935), "Ștefan cel Mare și evreii", "Despre Evreii Lehi (polonezi)", "Dr. I. Niemirower", "Apocrife în istoriografia evreo-română", "Franz Iosef Sulzer - primul istoriograf al evreilor din România", "Hașdeu ca istoric al judaismului român", "Pinkasimi din București" (n.n. pinkas = registru de stare civilă), "Sinagoga Mare din București", "Contribuțiuni la Istoria Evreilor în România" (1933), "Monografia Templului Coral" (1935), "Templul Unirea Sfântă din București", "Misiunea rabinului", "Iacob Eraclitul și evreii" (în limba germană), "Comunitatea din Kronstadt-Brașov" (în limba idiș) și multe colaborări la numeroase publicații în română, ebraică, idiș, franceză, etc. El a continuat tradiția școlii istoriografice evreiești din perioada lui Iuliu Barasch (1815-1863), a lui Iacob Psantir și a fraților Schwarzfeld.
În domeniul istoriei medicinii evreiești a publicat lucrări de valoare ca:
- Medici evrei de origine hispano-portugheză (în limba franceză)
- Medicina rabinilor taumaturgi din secolul al XVIII-lea (La Medicine des Rabbins-thaumaturges au XVIIIe Siècle (1955)* Știință și conștiință în istoria medicinii evreiești din secolul al XV-lea (Science et Conscience dans l'Histoire de la Medicine juive au XVe Siècle (1957)

## Viața privată
Rabinul Halevy si sotia sa, Rebecca născută Landau, au avut doi fii: profesorul dr Simon Halevy  locuitor al New Yorkului, și Joseph Halévy
care trăiește în Belgia, păstrând o parte din arhiva și corespondența tatălui său.
.

## Legături externe
- Marian - Rabinul-savant M.A.Halevy - în „Realitatea evreiască" Nr. 246 (1046) - 4-19 februarie 2006[nefuncțională]
- Mariuca Stanciu - Halevy, Meyer Abraham în Enciclopedia YIVO a evreilor din Europa de Est, traducere din română în engleză de Anca Mircea